# اندری سینیچکین
اندری سینیچکین (اوکراینی: Андрій Олексійович Сєнічкін؛ زادهٔ ۱ مهٔ ۱۹۹۱) ورزشکار ژیمناست هنری اهل اوکراین  است.